# Alliance Police nationale
Pour les articles homonymes, voir Alliance.
Alliance Police nationale, appelé plus simplement Alliance, est un syndicat policier français créé en 1995, affilié à la CFE-CGC. Historiquement classé à droite sur l'échiquier syndical,, il est depuis 2020 réputé proche de l'extrême droite,. 
Il est connu pour ses actions et prises de positions polémiques, notamment à l'encontre de la justice, de la presse, de l'IGPN et de son propre ministère de tutelle. Les syndicats policiers concurrents lui reprochent ainsi sa radicalisation ainsi que son absence de prise en compte de la problématique du rapport entre la police et la société française. Alliance Police nationale est toutefois un des premiers syndicats policiers de France en termes de représentativité et bénéficie d'une importante médiatisation. Ce syndicat représente depuis 2024 les policiers municipaux.

## Historique
Alliance Police nationale est créé le 9 mai 1995 à Aubervilliers, en Seine-Saint-Denis. Il est le résultat de la fusion de deux organisations syndicales :
- le Syndicat indépendant de la Police nationale (SIPN), représentant les gardiens de la paix (créé en 1951) ;
- le Syndicat national des enquêteurs (SNE), représentant les enquêteurs de police (créé en 1990).

En juin 1997, le Syndicat des gradés de la Police nationale (SGPN) rejoint Alliance Police nationale.
L'union de ces trois organisations est définitivement scellée au cours d'un congrès de fusion qui se déroule à Paris, les 13, 14 et 15 janvier 1998. À l'époque, Alliance Police nationale est le seul syndicat qui rassemble en son sein le corps de maîtrise et d'application. À la suite de ce congrès, Alliance Police nationale obtient son adhésion à la CFE-CGC. 
Alliance Police nationale est connue pour sa proximité avec les politiques, particulièrement après l'arrivée de Nicolas Sarkozy au ministère de l'Intérieur au début des années 2000. Le syndicat détient deux avantages. D'une part, celui du poids des représentants sur les carrières des policiers : ils influent sur l'avancement et les mutations. Ensuite, celui d'une proximité idéologique avec le RPR puis l'UMP. Ces liens privilégiés, qui perdurent sous la présidence d’Emmanuel Macron, lui permettent de faire approuver par les gouvernements successifs nombre de ses revendications. 
Début décembre 2018, le syndicat est victime d'une cyberattaque au cours de laquelle les données personnelles de 500 policiers ont été dérobées et diffusées par des « Anonymous » se revendiquant solidaires du mouvement des gilets jaunes.
Fin 2020, Alliance, dans un contexte de mouvement contre les violences policières et la loi sécurité globale, boycotte le « Beauvau de la police » voulu par le président Emmanuel Macron avec les organisations de police. En effet, le syndicat ne s'estime pas satisfait des mesures prises pour assurer la sérénité des fonctionnaires de police dans leurs fonctions. Il considère être jeté en pâture et souhaite la mise en œuvre de plusieurs mesures, notamment le masque flou systématique sur les visages des policiers.
Le ministre Darmanin accepte les conditions du syndicat, portant sur la gratuité des transports publics, une subvention pour leur mutuelle ou l'instauration de peines minimales dans les cas d'agressions de policiers. Il indique la tenue du Beauvau de la police le 25 janvier 2021.
En 2022, Alliance Police nationale connaît, selon les syndicats policiers concurrents, une radicalisation depuis quelques années. Il lui est également reproché de porter des « revendications ultra-catégorielles » sans se préoccuper de l'intérêt de la société par rapport à sa police. Il se met à être classé à l'extrême droite par plusieurs titres de presse, comme Politis en 2022 et Libération en 2023.

## Organisation
Alliance Police nationale comprend en son sein trois sections spécifiques (SGAP de Paris, Province-Dom/Rom et CRS) chargées à la fois de la tenue et de l'investigation.

## Secrétaires généraux

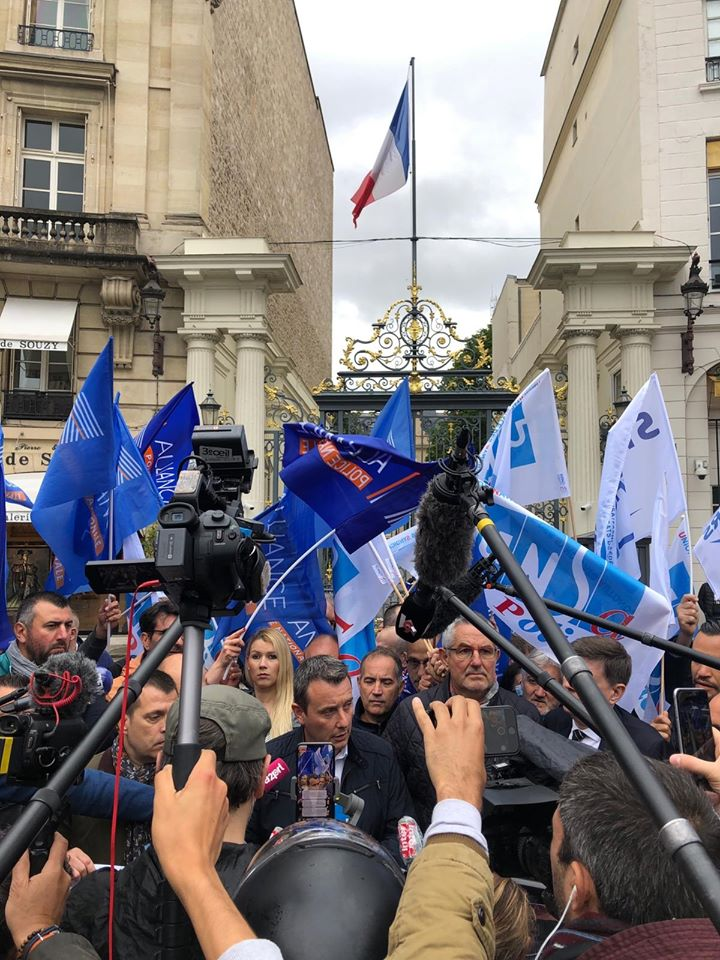
Fabien Vanhemelryck (au centre) à un rassemblement d'Alliance aux portes de l'hôtel de Beauvau, siège du ministère de l'Intérieur.

| Secrétaires généraux Alliance Police Nationale | Secrétaires généraux Alliance Police Nationale | Secrétaires généraux Alliance Police Nationale |
| ---------------------------------------------- | ---------------------------------------------- | ---------------------------------------------- |
| 1995-2005                                      | Jean-Luc Garnier                               | du 9 mai 1995 à octobre 2005                   |
| 2005-2019                                      | Jean-Claude Delage                             | d'octobre 2005 à avril 2019                    |
| Depuis 2019                                    | Fabien Vanhemelryck                            | depuis le 15 avril 2019                        |

## Représentativité
Aux élections professionnelles de 2001, Alliance Police nationale réalise un score de 32 %. 

En 2003, il devient le syndicat majoritaire sur l'ensemble du territoire. 

Il perd cette position en 2006, au profit de l'UNSA Police qui tire bénéfice de sa fusion avec le SNPT. Alliance Police nationale devient alors le deuxième syndicat des gradés et gardiens de la paix en recueillant 36,47 % des suffrages (4 points de plus par rapport aux élections de 2003, soit 3 500 voix supplémentaires). 

Cette deuxième place est confortée en 2010, avec 37,61 % des suffrages, soit 2 000 voix de plus qu'en 2006.
Lors des élections professionnelles de 2014, Alliance Police Nationale devient le premier syndicat de police, de même que sa confédération, la CFE-CGC au ministère de l'Intérieur. Le syndicat obtient 41% des voix (4 points de plus qu'en 2010) pour l’élection à la commission administrative paritaire nationale contre 39% des voix (en baisse de 8 points) à Unité SGP Police-Force Ouvrière, 11% à UNSA Police, 5% à FPIP et des chiffres indéterminés aux autres syndicats ,.
Sa forte médiatisation en fait un syndicat particulièrement influent. Il comprend plus de 30 000 adhérents en 2022 et représente environ 44% des votants aux élections professionnelles de la police nationale. 

## Prises de position
Après 2020, le syndicat est réputé proche de la droite, voire de l'extrême droite,,,,,.
Pour le second tour de l'élection présidentielle de 2017 entre Marine Le Pen et Emmanuel Macron, le secrétaire général de ce syndicat appelle à voter pour le candidat En marche !,.
Le délégué général du syndicat indique en mai 2020, à propos d'une proposition de loi déposée par Eric Ciotti et visant à  empêcher la diffusion d’images de fonctionnaires de police, que « la liberté de la presse et la sécurité des fonctionnaires sont, malheureusement, deux principes opposés. J’estime que la sécurité des policiers va au-delà de la liberté de la presse ».
Le vendredi 12 juin 2020, environ cinquante policiers manifestent à l'appel d'Alliance Police nationale et de l'UNSA depuis l'Arc du Triomphe, l'avenue des Champs-Élysées pour finir place Beauvau devant les grilles du ministère de l'Intérieur, et dénoncent « les accusations de racisme portées contre les policiers ». 
Le 19 mai 2021, le syndicat prend part à une manifestation devant l'Assemblée nationale, rejoint par de nombreuses personnalités politiques de bords différents. Au cours de cette manifestation, Fabien Vanhemelryck, secrétaire général d’Alliance Police nationale, déclare à la tribune que « le problème de la police, c’est la justice ».

## Polémiques
En 2013, des tracts du syndicat Alliance Police nationale ciblaient les représentants du syndicat rival Unité SGP, selon Nicolas Comte son secrétaire national : « Ils ont publié une trentaine de tracts en deux mois nous ciblant, dont l’un nous représente avec un couteau poignardant un flic ».
En juillet 2013, après la catastrophe ferroviaire de Brétigny-sur-Orge, sur son Facebook et sur Europe 1, l’organisation syndicale assure que des cadavres de l’accident ont été dépouillés, une affirmation contestée par le procureur et la préfecture et que le syndicat reconnaît comme erronée quelques jours plus tard  : un « dérapage dû à la fatigue » selon Frédéric Lagache, le secrétaire général adjoint du syndicat.
Le 20 janvier 2015, à la suite de l'attentat contre Charlie Hebdo,  Le Canard enchaîné publie un tract que l’organisation syndicale avait distribué en avril 2013 exigeant l'arrêt immédiat de la mission de protection des locaux de la rédaction du journal Charlie Hebdo.
Le 19 janvier 2019, Stanislas Gaudon, porte parole d'Alliance, défend un policier accusé de violences sur manifestant. Ce dernier affirme que le manifestant (qui conteste les faits) lui avait craché du sang au visage en lui disant : « J'ai le sida, tu vas crever ! ». À cette occasion, il est rappelé dans les médias que la salive ne peut pas transmettre le VIH, de même que le sang à l'air libre ; des scientifiques et des personnalités associatives estiment par ailleurs que « c'est scandaleux de la part de ce syndicat d'utiliser et de relayer dans certains médias cet argument pour légitimer les violences »,.
En juin 2019, le syndicat émet un tract menaçant directement le gouvernement et les autorités judiciaires. Le texte affirme ainsi que « si nos collègues venaient à être injustement condamnés, nous saurons ce qu’il nous reste à faire » et que « nous serons attentifs à toute décision arbitraire et nous sommes préparés à réagir au besoin ». Marianne analyse ces propos en se demandant s'il s'agit « de menaces de défection ».
Durant la campagne présidentielle de 2022, le syndicat invite plusieurs candidats à présenter leurs propositions en matière de sécurité. À cette occasion, le candidat Éric Zemmour affirme vouloir mobiliser les policiers dans un « combat de civilisation » contre les banlieues qui seraient des « enclaves étrangères » abritant « une autre civilisation avec laquelle on ne peut pas coexister pacifiquement ». Ces propos sont applaudis par l'assistance,.
Des soupçons de violations du secret professionnel ciblent le syndicat et font suite au suicide d'un policier le 24 juin 2022. Une enquête est diligentée par l'IGPN.
Lors des évènements qui suivirent la mort de Nahel Merzouk le 27 juin 2023, Alliance Police nationale et le syndicat UNSA Police publient un communiqué de presse « MAINTENANT CA SUFFIT … » le 3 juillet 2023 suivi d'une « Explication de texte pour les nuls » dans la même journée. Dans ce communiqué qui crée la polémique, les syndicats se disent « en guerre » contre des « nuisibles » et menacent le gouvernement : « Demain nous serons en résistance et le Gouvernement devra en prendre conscience ».